# Personligt ombud
Personligt ombud är en stödperson som kommuner i Sverige tillhandahåller till personer med svår psykisk funktionsnedsättning.
Personligt ombud infördes som en av reformerna inom den svenska psykiatrireformen under medlet av 1990-talet (Psykiatriuppföljningen 1999). Det personliga ombudets uppgift är att ge stöd så att klienten får sin röst hörd och se till att klienten får de insatser som stöder klientens egna önskemål och målsättningar. Reformen har haft en stark genomslagskraft och i Sverige har 80 % av kommunerna Personligt ombud – verksamhet. För tillfället finns cirka 300 ombud och närmare 10 000 klienter har eller har haft ett personligt ombud.
Personligt ombud – verksamheten har utvärderats på olika sätt. Bland annat har nationalekonom Ingvar Nilsson (2006b) undersökt en regional verksamhet som består av 40 slumpmässigt valda klienter. Nilsson har bland annat undersökt klienternas behov och användning av offentlig service både före och efter Personligt ombud - verksamheten. Hans slutsatser är enkla och klara. På sikt leder Personligt ombud - verksamheten till ett aktivare och självständigare liv för klienten, samtidigt som behovet av olika vård- och stödtjänster minskar. Enligt Nilsson ger reformen på sikt betydande samhällsekonomiska vinster samtidigt som den leder till stor klienttillfredsställelse. Personligt ombud leder till en ökning av sådana insatser, som förstärker ett aktivt och självständigt liv medan tunga och passiverande stödformer klart minskar. Mot en stor inbesparing i den slutna vården sker en liten kostnadsökning av insatser inom den öppenvården.
Rollen Personligt ombud jämförs ofta med Case Management, vilket är ett arbetssätt inom psykiatrin som skall stöda och garantera att klienten får den psykiatriska vård personen behöver. Personligt ombud- verksamheten bör däremot utgå från klientens uppdrag och fungera självständigt och oberoende av myndigheter och andra serviceproducenter. I Finland riktar sig PO - verksamheten även till andra grupper än personer med psykiska funktionsnedsättningar (Suominen 2009). Verksamheterna har dock inte samma starka ställning som i Sverige och bedrivs mestadels som enskilda tidsbundna projekt.